# Vogues of 1938
Vogues of 1938 (Brasil: Vogas de Nova York / Portugal: O Grito de 1938) é um filme norte-americano de 1937, do gênero comédia musical, dirigido por Irving Cummings e estrelado por Warner Baxter e Joan Bennett.
Fazem parte do elenco várias top models da época, inclusive algumas que apareciam em comerciais de produtos domésticos.
Segundo Leonard Maltin, que considera o filme abaixo da média, salvam-se a canção That Old Feeling (Sammy Fain/Lew Brown) -- indicada ao Oscar -- e o número musical Turn on That Red Hot Heat (Louis Alter/Paul Francis Webster).

## Sinopse

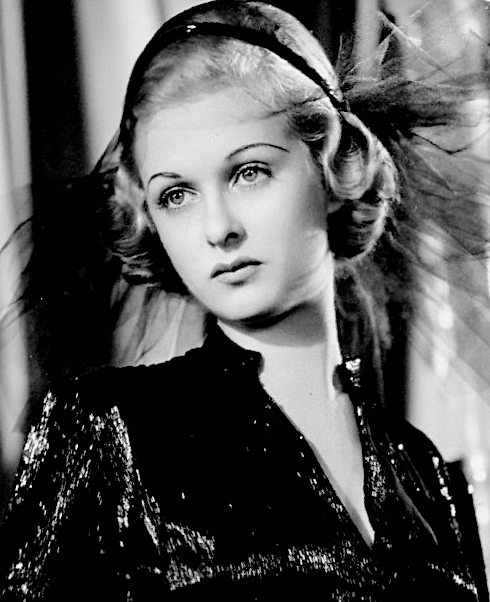
Joan Bennett, aos 27 anos, em fotografia de divulgação do filme.

Rica e jovem, Wendy Van Klettering emprega-se em uma agência de modelos só para passar o tempo, mas acaba por criar atritos com o proprietário, George Curson. Curson vive estressado porque tem problemas também com a esposa Mary e precisa criar um grande espetáculo para competir com os rivais na famosa Seven Arts Ball.

## Premiações
| Patrocinador                                  | Prêmio | Categoria                                     | Situação |
| --------------------------------------------- | ------ | --------------------------------------------- | -------- |
| Academia de Artes e Ciências Cinematográficas | Oscar  | Melhor Direção de Arte Melhor Canção Original | Indicado |

## Elenco
| Ator/Atriz       | Personagem            |
| ---------------- | --------------------- |
| Warner Baxter    | George Curson         |
| Joan Bennett     | Wendy Van Klettering  |
| Helen Vinson     | Mary Curson           |
| Mischa Auer      | Príncipe Muratov      |
| Alan Mowbray     | Henry Morgan          |
| Jerome Cowan     | Brockton              |
| Alma Kruger      | Sophie Miller         |
| Marjorie Gateson | Senhora Curtis-Lemke  |
| Dorothy McNulty  | Senhorita Violet Sims |
| Polly Rowles     | Betty Mason           |
| George Tapps     | Sapateador            |